# Mwang'halanga
Mwang'halanga è una circoscrizione rurale (rural ward) della Tanzania situata nel distretto di Kwimba, regione di Mwanza. Conta una popolazione di 11 099 abitanti (censimento 2012).